# Thiên hoàng Nakamikado
Nakamikado (中御門 Nakamikado- tennō ?, 14 Tháng 1 năm 1702 - 10 tháng 5 năm 1737) là Thiên hoàng thứ 114 của Nhật Bản theo danh sách kế thừa truyền thống.
Triều đại của Nakamikado kéo dài từ năm 1709 đến năm 1735.

## Phả hệ
Trước khi lên ngôi, tên cá nhân của ông (imina) là Yoshihito (慶仁 ?) hay Yasuhito; và danh hiệu trước khi lên ngôi vua của ông là Masu-no-miya (長宮).
Nakamikado là con trai thứ 5 của Thiên hoàng Higashiyama. Mẹ ông là Fujiwara no Yoshiko, nhưng có tài liệu cho rằng ông là con trai của Hoàng hậu Arisugawa no Yukiko, cháu ngoại của Arisugawa-no-miya Yukihito.
Thời niên thiếu, ông sống cùng Hoàng tộc tại cung điện Heian. Năm 1708, ông được phong làm Thái tử thừa kế.

## Lên ngôi Thiên hoàng
Ngày 27 tháng 7 năm 1709, Thiên hoàng Higashiyama qua đời và con trai thứ là Thái tử Yoshihito lên ngôi, lấy hiệu là Thiên hoàng Nakamikado. Tên hiệu "Nakamikado" ghép từ hai chữ là "Naka" và "mikado". "Naka" là tên húy của hoàng tử Naka no Oe, người khởi xướng ra Cải cách Taika và có hiệu là Thiên hoàng Tenji. Còn "mikado" là một tên gọi khác của Thiên hoàng. Trong tiếng Anh, mikado (御門, 帝 hoặc みかど), theo nghĩa đen có nghĩa là "cánh cửa tôn kính" (tức là cửa của cung điện hoàng gia, dùng để chỉ ra người đang sống và sở hữu cung điện) đã từng được sử dụng (như trong The Mikado, một operetta của thế kỷ 19), nhưng thuật ngữ này hiện nay đã lỗi thời. Lấy tên hiệu này, phải chăng Thiên hoàng Nakamikado có ý hồi tưởng lại nước Nhật Bản thời cổ xưa, thời mà cải cách Taika của Thiên hoàng Kōtoku được khởi phát, đưa nước Nhật bước vào thời phong kiến.
Năm 1710 - 1711, sứ giả của Vương quốc Ryukyu (1710) và vương quốc Triều Tiên (1711) đến triều kiến Shogun Tokugawa Ienobu.
Năm 1717 sau khi Shogun Iesugu chết, con trai nuôi là Tokugawa Yoshimune kế nhiệm. Được sự hỗ trợ của Shogun, Thiên hoàng Nakamikado tiến hành cuộc "cải cách Kyōhō". Trong cuộc cải cách này, Shogun (núm dưới danh nghĩa của Thiên hoàng) cho rằng chính sự suy đồi của Nho giáo làm cản trở quá trình giao thương về tiền mặt của Nhật Bản. Nội dung chính của cải cách: 
- Nhấn mạnh về luật cho phép người dân và các tầng lớp nhân dân luôn tiết kiệm tiền khi sử dụng vào một việc gì đó cần thiết.
- Thành lập các hội thương gia nhằm ổn định việc buôn bán với các nước, lập cơ quan và cơ quan này phải cùng với thương gia tự điều chỉnh, kiểm soát tốt về giá cả và thuế khóa.
- Cho phép du nhập các loại sách báo của phương Tây để rút ra kiến thức, kinh nghiệm trong các lĩnh vực để phát triển đất nước,
- Chế độ sankin kotai (chế độ "con tin") của Mạc phủ được dỡ bỏ, vì nó gây ra nhiều tốn kém về tiền bạc của các daimyō, khi họ phải duy trì hài tòa pháo đài (hay lâu đài) và việc di chuyển người và hàng hóa trên một đoạn đường dài tốn kém. Trong khi đó, chính quyền lại duy trì tình trạng đất và lãnh địa bỏ hoang khi các daimyō vắng mặt. Các cải cách Kyōhō bớt gánh nặng này phần nào trong một nỗ lực để đạt được sự hỗ trợ cho Mạc phủ từ các daimyō[8][9].

Năm 1718, Mạc phủ xuất tiền ra sửa chữa các lâu đài, thành quách.
Năm 1720, các biên niên sử của Nhật Bản được cập nhật thêm thông tin mới; trong đó có thông tin về việc hoàn thành Dai Nihonshi (tượng Phật lớn) đã được trao cho Shogun.
Năm 1721, Edo có dân số 1,1 triệu người và là thành phố lớn nhất thế giới.
Năm 1730, Mạc phủ Tokugawa chính thức mở bến cảng Dojima ở Osaka thành thị trường buôn bán gạo. Các viên giám sát (nengyoji) được Mạc phủ chỉ định để giám sát thị trường và thu thuế.  Các giao dịch liên quan đến trao đổi lúa phát triển thành sàn giao dịch chứng khoán, được sử dụng chủ yếu cho các giao dịch chứng khoán đại chúng. Sự phát triển của sản xuất nông nghiệp được cải thiện khiến giá gạo giảm trong trung Kyōhō.
Ngày 03 Tháng Tám năm 1730, ngọn lửa bùng phát ở phố Muromachi khiến 3.790 ngôi nhà bị đốt cháy, hơn 30.000 máy dệt ở Nishi-jin đã bị phá hủy. Mạc phủ phát gạo cứu đói.
Năm 1732, nạn đói lớn ở Nhật Bản do dịch châu chấu tàn phá cây trồng và mùa màng trên các vùng biển.
Ngày 13 tháng 4 năm 1735, Thiên hoàng Nakamikado thoái vị nhường ngôi cho con cả. Người con cả lên ngôi, lấy hiệu là Thiên hoàng Sakuramachi

### Kugyō
- Quan bạch: Konoe Iehiro
- Tả đại thần
- Hữu đại thần:
- Nội đại thần:
- Đại nạp ngôn:

### Niên hiệu
- Hōei (1704–1711)
- Shōtoku (1711–1716)
- Kyōhō (1716–1736)

## Gia đình
- Hoàng hậu: Konoe Hisako (近衛尚子; 1702 - 1720), con gái của Konoe Iehiro.
  - Con trai đầu: Thân vương Teruhito (昭仁親王) (Thiên hoàng Sakuramachi)
- Phu nhân: Shimizutani Iwako (清水谷石子; 1703 - 1735), con gái của Shimizutani Sanenari.
  - Con trai thứ 2: Hoàng tử Kōjyun (公遵法親王; 1722 - 1788) (tu sĩ Phật giáo)
  - Con gái thứ 4: Công chúa Risyū (理秀女王; 1725 - 1764)
  - Con gái thứ 6: Công chúa Sonjō (尊乗女王; 1730 - 1789)
  - Con gái thứ 8: Công chúa Chika (周宮; 1735 - 1735)
- Phu nhân: Sono Tsuneko (園常子; ? - 1763), con gái của Sono Motokatsu.
  - Con trai thứ 3: Hoàng tử Cyūyo (忠與法親王; 1722 - 1788) (tu sĩ Phật giáo)
- Nữ tỳ: Kuze Natsuko (久世夏子; ? - 1734), con gái của Kuze Michinatsu.
  - Con gái thứ 2: Công chúa Mitsu (三宮; 1723 - 1723)
  - Con gái thứ 3: Công chúa Go (五宮; 1724 - 1725)
  - Con gái thứ 5: Công chúa Fusako (成子内親王; 1729 - 1771), kết hôn với Thân vương Kan'in-no-miya Sukehito.
  - Con gái thứ 7: Công chúa Eiko (永皎女王; 1732 - 1808)
  - Con trai thứ 5: Hoàng tử Nobu (信宮; 1734 - 1734)
- Nữ tỳ: Gojo Hiroko (五条寛子; 1718 - ?), con gái của Gojō Tamenori.
  - Con trai thứ 6: Hoàng tử Jyun'nin (遵仁法 親王; 1722 - 1747) (tu sĩ Phật giáo)
- Thị nữ: Iyo-no-Tsubone (伊予局; 1703 - 1770), con gái của Komori Yorisue.
  - Con gái đầu tiên: Công chúa Syōsan (聖珊女王; 1721 - 1759)
  - Con trai thứ 5: Hoàng tử Ji'nin (慈仁法親王; 1723 - 1735) (tu sĩ Phật giáo)